# 費德勒爾達姆 (明尼蘇達州)
費德勒爾達姆（英語：Federal Dam）是一個位於美國明尼蘇達州卡斯縣的城市。

## 人口
根據2020年美國人口普查的數據，費德勒爾達姆的面積為5.77平方千米，當中陸地面積為5.72平方千米，而水域面積為0.05平方千米。當地共有人口123人，而人口密度為每平方千米21人。